# Танзанія на літніх Олімпійських іграх 2016
На XXXI літніх Олімпійських іграх, що проходили в Ріо-де-Жанейро у 2016 році, Танзанія була представлена 7 спортсменами (5 чоловіками та 2 жінками) у трьох видах спорту — легка атлетика, дзюдо та плавання. Прапороносцем на церемонії відкриття був дзюдоїст Ендрю Томас Млугу, а на церемонії закриття — бігун Альфонс Сімбу.
Країна втринадцяте за свою історію взяла участь у літніх Олімпійських іграх. Атлети Танзанії не завоювали жодної медалі.

## Спортсмени
| Дисципліна     | Чоловіки | Жінки | Разом |
| -------------- | -------- | ----- | ----- |
| Легка атлетика | 3        | 1     | 4     |
| Дзюдо          | 1        | 0     | 1     |
| Плавання       | 1        | 1     | 2     |
| Разом          | 5        | 2     | 7     |

## Дзюдо
Чоловіки
| Спортсмени        | Категорія | 1/64               | 1/32                          | 1/16               | Чвертьфінал        | Півфінал           | Фінал              | Фінал      |            |
| Спортсмени        | Категорія | Суперник Результат | Суперник Результат            | Суперник Результат | Суперник Результат | Суперник Результат | Суперник Результат | Місце      |            |
| ----------------- | --------- | ------------------ | ----------------------------- | ------------------ | ------------------ | ------------------ | ------------------ | ---------- | ---------- |
| Ендрю Томас Млугу | до 73 kg  | Bye                | Джейк Бенстед (AUS) L 000–100 | не пройшов         | не пройшов         | не пройшов         | не пройшов         | не пройшов | не пройшов |

## Легка атлетика
Трекові і шосейні дисципліни
|           | Спортсмен          | Дисципліна | Фінал   | Фінал |
| Результат | Спортсмен          | Дисципліна | Місце   |       |
| --------- | ------------------ | ---------- | ------- | ----- |
| Чоловіки  | Саїді Джума Макула | марафон    | 2:17:49 | 43    |
| Чоловіки  | Фабіано Наасі      | марафон    | 2:28:31 | 112   |
| Чоловіки  | Альфонс Сімбу      | марафон    | 2:11:15 | 5     |
| Жінки     | Сара Рамадгані     | марафон    | 3:00:03 | 121   |

## Плавання
|           | Спортсмен           | Дисципліна          | Гіт      | Гіт       | Півфінал   | Півфінал   | Фінал      | Фінал      |
| Результат | Спортсмен           | Дисципліна          | Місце    | Результат | Місце      | Результат  | Місце      |            |
| --------- | ------------------- | ------------------- | -------- | --------- | ---------- | ---------- | ---------- | ---------- |
| Чоловіки  | Хілаль Хемед Хілаль | 50 м вільним стилем | 23.70 NR | 49        | не пройшов | не пройшов | не пройшов | не пройшов |
| Жінки     | Магдалена Моші      | 50 м вільним стилем | 29.44    | 67        | не пройшла | не пройшла | не пройшла | не пройшла |